# Zhuzhou (Kreis)
Zhuzhou (株洲县,  Zhūzhōu Xiàn) ist ein Kreis der bezirksfreien Stadt Zhuzhou in der chinesischen Provinz Hunan. Der Kreis Zhuzhou hat eine Fläche von 1.381 km² und zählt ca. 440.000 Einwohner (2003). Sein Hauptort ist die Großgemeinde Lukou (渌口镇).

## Administrative Gliederung
Auf Gemeindeebene setzt sich der Kreis aus sieben Großgemeinden und elf Gemeinden zusammen. 